# Blanck Mass

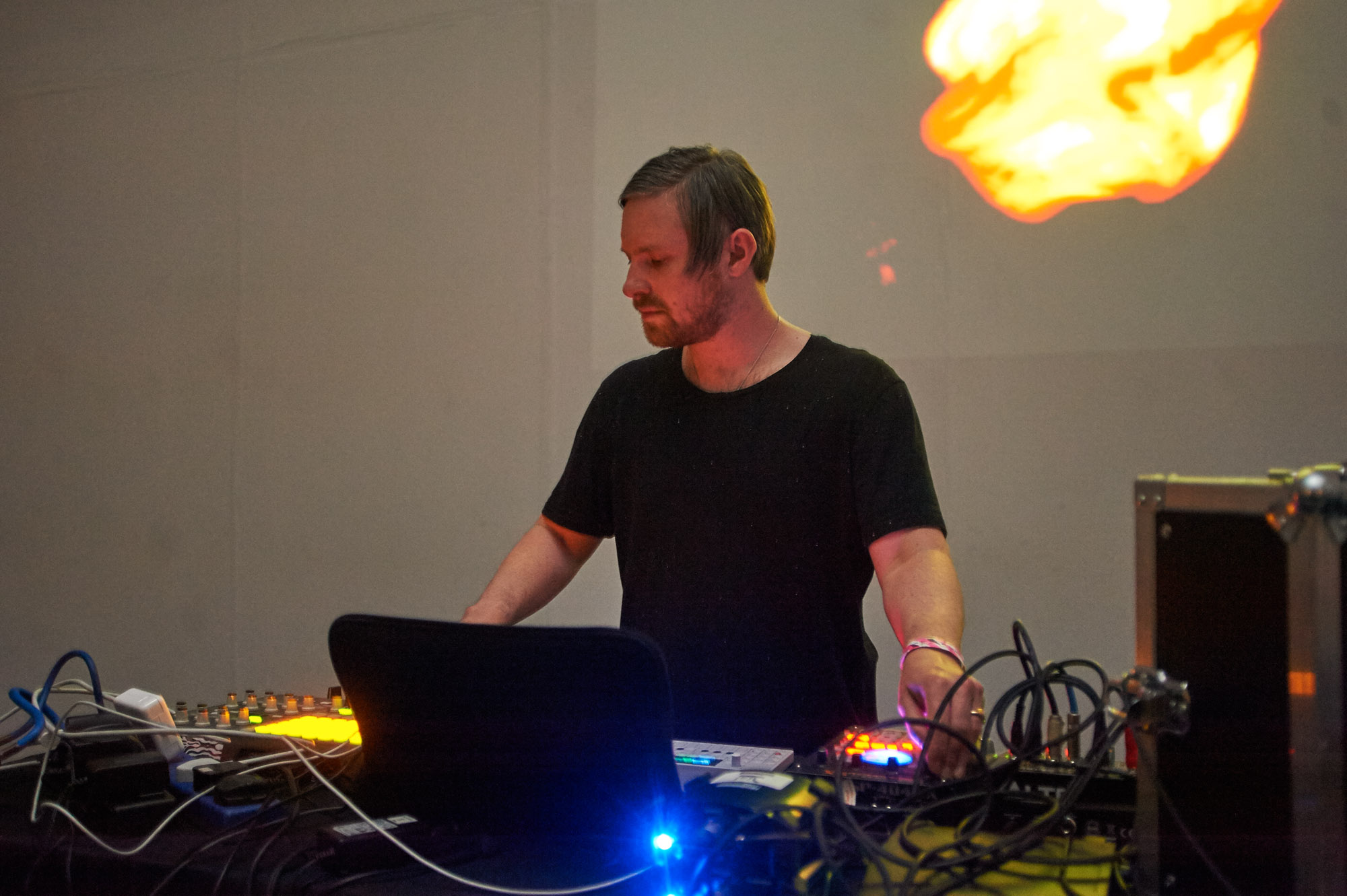
Blanck Mass

Blanck Mass ist der Künstlername des britischen Electronic-Musikers Benjamin John Power. Er ist Gründungsmitglied der Band Fuck Buttons und seit 2022 Mitglied der Band Editors.

## Karriere
Blanck Mass, aufgewachsen in Worcester, studierte Kunst in Bristol.
Dort gründete er 2004 zusammen mit Andrew Hung die Band Fuck Buttons. Deren Debütalbum Street Horrrsing erschien im März 2008 beim Musiklabel ATP Recordings. Es folgten die Alben Tarot Sport (2009) und Slow Focus (2013).
Als Solokünstler veröffentlichte Blanck Mass 2011 sein selbstbetiteltes Debütalbum über das Plattenlabel Rock Action Records. Zwischen 2015 und 2021 erschienen vier weitere Studioalben beim Plattenlabel Sacred Bones.
Während der Eröffnungsfeier der Olympischen Sommerspiele 2012 in London wurden die Titel Surf Solar und Olympians von Fuck Buttons sowie der Titel Sundowner von Blanck Mass gespielt.
Blanck Mass schrieb den Soundtrack für den irischen Kriminalfilm Shadow of Violence und erhielt hierfür 2021 den Ivor Novello Award. Er schrieb außerdem die Musik für den US-amerikanischen Spielfilm Ted K.
2022 wurde er weiteres Mitglied der britischen Band Editors, mit der er bereits bei deren Aufnahmen für das 2018 erschienene Studioalbum Violence zusammengearbeitet hatte. Infolge dieser Zusammenarbeit hatten die Editors 2019 die EP The Blanck Mass Sessions veröffentlicht.

## Diskografie

### Als Solokünstler

#### Studioalben
- Blanck Mass (2011)
- Dumb Flesh (2015)
- World Eater (2017)
- Animated Violence Mild (2019)
- In Ferneaux (2021)

#### Filmmusik
- Shadow of Violence (2020)
- Ted K (2022)

### Als Mitglied der Band Fuck Buttons
- Street Horrrsing (2008)
- Tarot Sport (2009)
- Slow Focus (2013)

### Als Mitglied der Band Editors
- EBM (2022)